# 盧旺達國旗
盧旺達於2001年10月25日起改用現行的國旗，它的设计者名叫阿方索·基里莫贝内西奥（Alphonse Kirimobenecyo），是一位工程師兼藝術家。
旗幟上包含藍（代表人民必須為和平而戰方能使經濟持續成長並帶來快樂生活）、黃（代表人民必須安居樂業以促進永久的經濟發展）、綠（象徵藉由人民合理的開發達到繁榮的希望，也象徵國家的資源）三色，以及右上方有一太陽標誌，24道光芒指引著全國人民，也表示團結一致、純真透明，與對抗無知的奮鬥。

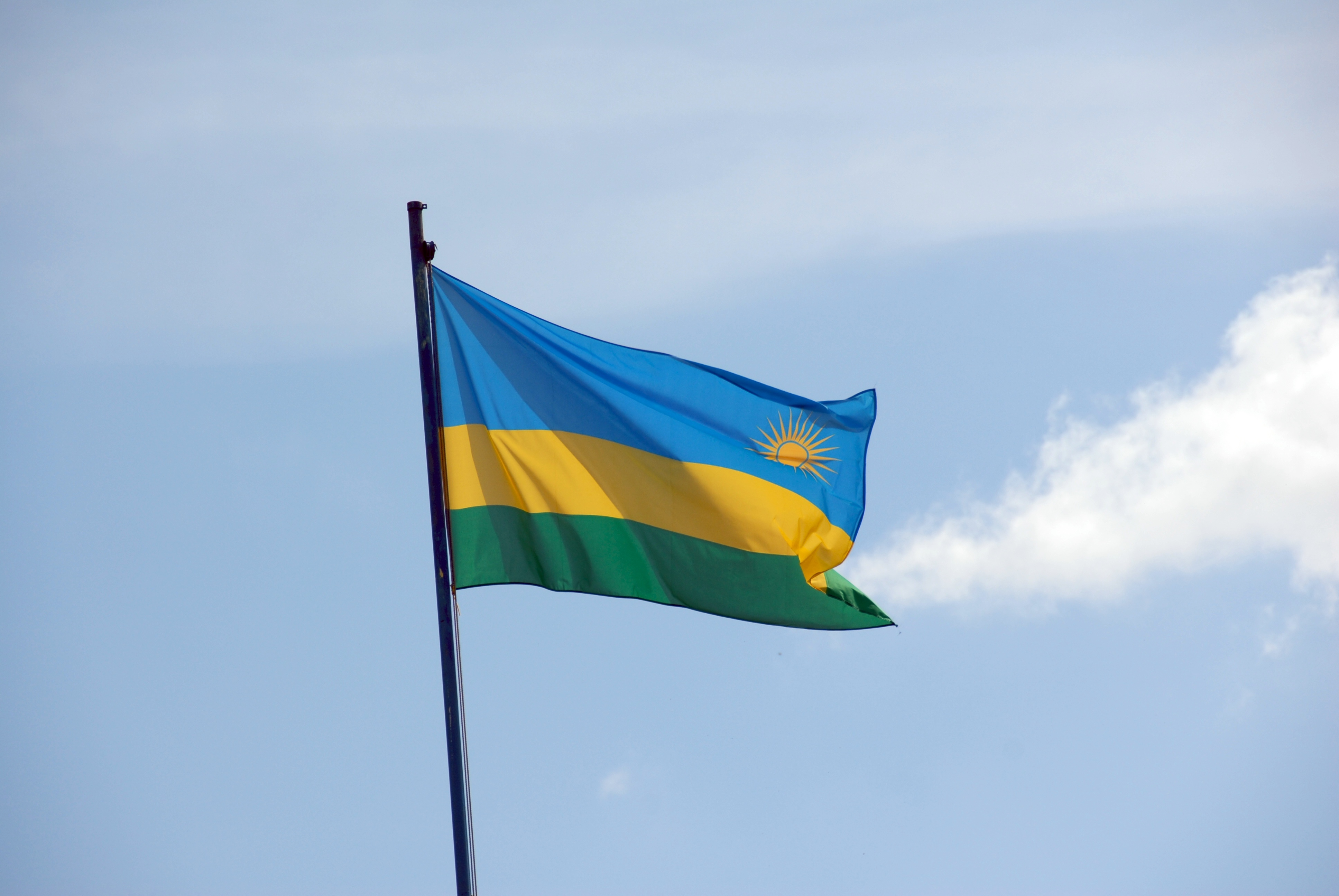
飘扬的卢旺达国旗

## 國旗格式
横向为390个单位，纵向比为132:65:65。太阳的中心坐标为(320,68)，内圆，外圆，光芒顶点的半径分别为11，12，42个单位。

## 歷代國旗

盧安達-蒲隆地 1884年-1891年
盧安達-蒲隆地 1891年-1913年
盧安達-蒲隆地 1913年-1916年

盧安達-蒲隆地 1916年-1959年
卢旺达王国存在的最后一年以及卢旺达革命共和政府在吉塔拉马政变（1961 年）后使用的旗帜 [1][2] 1959年-1961年
2001年更改国旗的官方理由是为了避免与1994年种族屠杀相关的负面含义，尽管有些人对此有争议。 1961年-1962年

### 1962年版本国旗
红色象征烈士的鲜血，黄色象征革命的胜利，绿色象征希望，R是国名的第一个字母。
由于该国旗上的红色会让卢旺达国民联想到1994年卢旺达大屠杀时血流遍地的场景，故2001年卢旺达更换国旗，新国旗则没有红色部分，以蓝色为主。

### 历史国旗和相似国旗
- 卢旺达国旗
（1961年1月28日至9月）
- 卢旺达国旗
（1961年9月-2001年12月31日）
- 几内亚国旗
（1958年11月10日至今）
- 马里国旗
（1961年3月1日至今）

## 其它旗帜

总统旗
卢旺达爱国阵线旗帜
卢旺达爱国阵线旗帜（非正式）
全国民主与发展共和运动党（MRND）旗帜
卢旺达民主运动旗帜

## 拟议旗帜

1999年拟议国旗之一
1999年拟议国旗之一
1999年拟议国旗之一
1999年拟议国旗之一